# Loreta (Praga)
Loreta – kompleks barokowych budynków sakralnych usytuowany na Hradczanach, w Pradze.

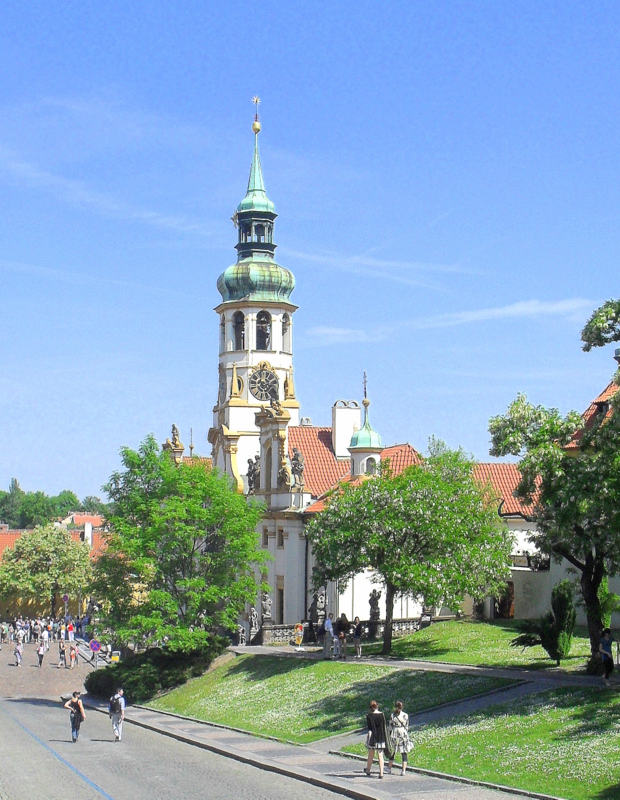

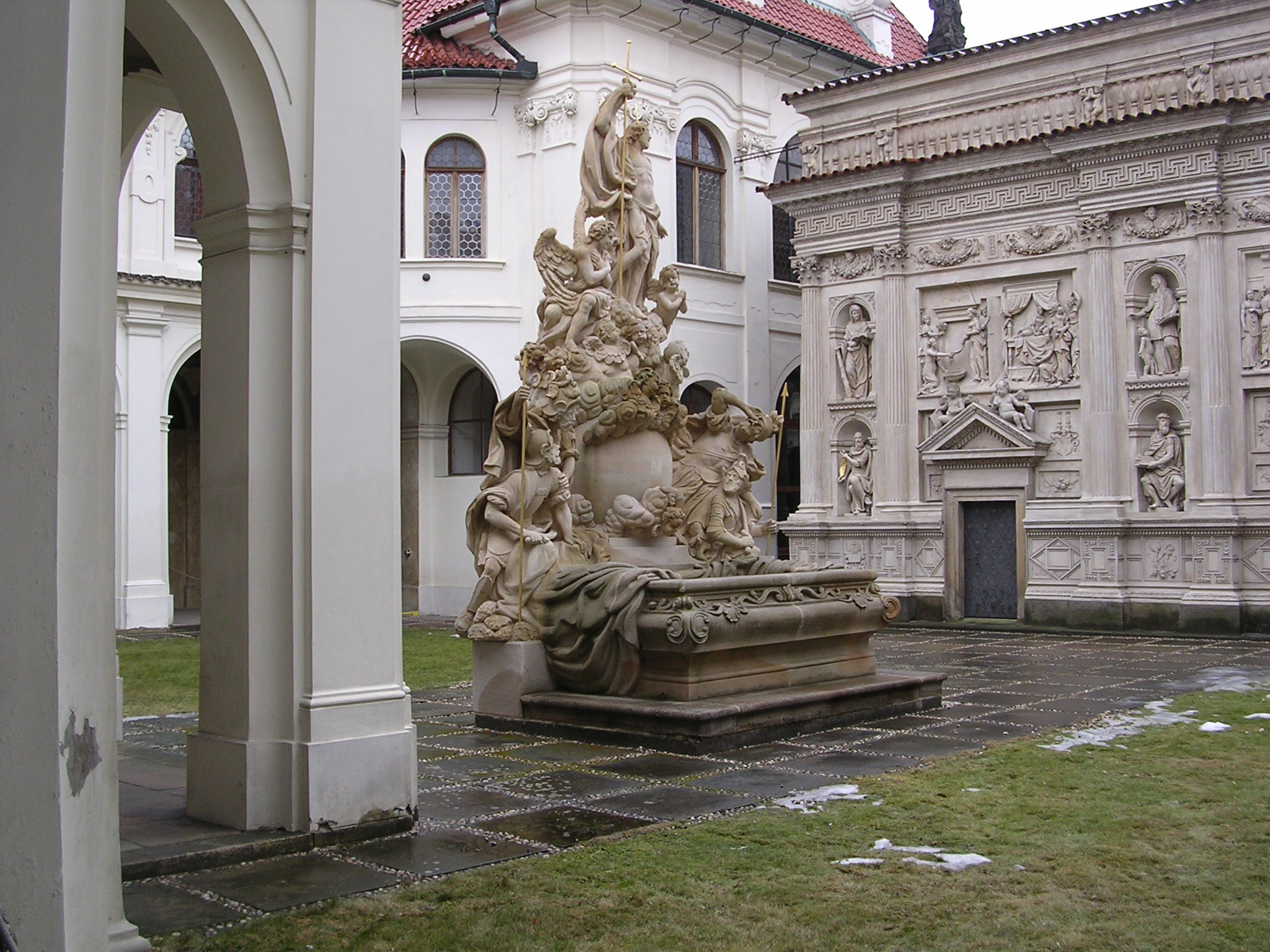
Dziedziniec Lorety. Widoczna fontanna z grupą rzeźb przedstawiających zmartwychwstanie Jezusa oraz domek loretański

Kamień węgielny pod budowę położono 3 czerwca 1626. Fundatorem była czeska baronowa Katarzyna z Lobkovic. Centralnym elementem kompleksu jest domek loretański projektu włoskiego architekta Giovanniego Orsi, konsekrowany 25 marca 1631. Początkowo zewnętrzne ściany były pokryte malowidłami. Dopiero w drugiej połowie XVII wieku ufundowane zostały przez hrabinę Elżbietę Apollonię Kolowrat, obecne do dziś rzeźbione panele.
Domek loretański jest usytuowany na wewnętrznym dziedzińcu otoczonym piętrowymi arkadami. W przebiegu arkad znajduje się skarbiec, kościół Narodzenia Pana oraz liczne kaplice.
Jednym z obiektów należących do skarbu Lorety jest XVII-wieczna, wykonana w Wiedniu monstrancja wysadzana 6222 diamentami. Nie jest już ona wykorzystywana podczas nabożeństw (ostatni raz użyto jej podczas mszy jesienią 1999 roku).
Do atrakcji Lorety należy m.in. carillon, którego autorem jest Claude Fremy (wykonany w latach 1683–1691), podarowany przez kupca Eberharda von Glauchau. Pierwszy raz carillon zagrał w Pradze 15 sierpnia 1695.
Ze względu na obecność domku loretańskiego Loreta jest popularnym miejscem pielgrzymkowym.